# Герцензон, Алексей Адольфович
Алексей Адольфович Герцензон (4 (17) марта 1902, Кишинёв, Бессарабская губерния — 13 декабря 1970, Москва) — советский учёный-правовед и криминолог, доктор юридических наук, профессор, Заслуженный деятель науки РСФСР.

## Биография
Родился в Кишинёве в еврейской семье. Его отец — помощник присяжного поверенного Кишинёвского окружного суда (впоследствии присяжный поверенный) Адольф Яковлевич (Абрам Янкелевич) Герцензон (3 мая 1869 — ?), выпускник Императорского Новороссийского университета (1893), — принимал участие в революционном движении, с 1918 года и на протяжении 1920-х годов работал преподавателем Рабочего факультета имени Н. И. Бухарина и в отделе по сооружению водного хозяйства Главного управления государственного строительства ВСНХ СССР (Оводстрой), в 1930-е—1940-е годы служил в Народном комиссариате продовольствия (наркомпрод) РСФСР. В 1903 году семья переехала в Москву, где жила в Трубниковском переулке, дом № 4, кв. 5.
В 1925 году окончил правовое отделение 1-го МГУ. В 1929 году защитил кандидатскую диссертацию на тему «Борьба с преступностью в СССР».
В 1929—1935 годах работал заведующим сектором уголовной статистики Центрального статистического управления СССР, начальником отдела статистики Главного управления милиции НКВД СССР.
Одновременно А. А. Герцензон вёл интенсивную научно-педагогическую деятельность. С 1931 года — профессор Института советского права. Работал в Московском юридическом институте: сначала был заведующим кафедрой, а затем стал его директором. Трудился в Институте государства и права АН СССР, Всесоюзном институте юридических наук.
В 1939 году защитил докторскую диссертацию на тему «Основные проблемы судебной статистики».
В период с 1942 по 1952 год состоял на должности профессора Военно-юридической академии РККА.
С 1963 года и по день своей кончины руководил сектором во Всесоюзном институте по изучению причин и разработке мер предупреждения преступности при Прокуратуре СССР.

## Научная деятельность
Круг научных интересов А. А. Герцензона очень широк. Им опубликовано свыше 250 научных трудов. Его работы, посвященные проблемам уголовного права, представляют собой значительный вклад в эту науку. Среди них — учебники Общей части уголовного права, работы, посвящённые научно-практическому анализу Основ уголовного законодательства Союза ССР и союзных республик и Уголовного кодекса РСФСР 1960 года. А. А. Герцензон принимал активное участие в подготовке Основ уголовного законодательства Союза ССР и союзных республик 1958 года, а также изданных на их базе уголовных кодексов союзных республик.
Важное место среди трудов А. А. Герцензона занимают работы по изучению и предупреждению преступности — криминологии. Проблемам преступности и её причин были посвящены его первые научные труды, вышедшие из печати ещё в 1925 году; эти же проблемы исследуются им в работах: «Введение в советскую криминологию» (М., 1965) и «Актуальные проблемы советской криминологии» (М., 1967).
Большое внимание профессор А. А. Герцензон уделял проблемам уголовной статистики. Его учебники по уголовной (судебной) статистке выдержали несколько изданий.
Ценным вкладом в науку уголовного права и историю политических учений являются его работы, посвящённые уголовно-правовым теориям мыслителей Франции XVIII века. — Марата, Вольтера и Робеспьера.

## Семья
Двоюродный брат (сын присяжного поверенного Наума Яковлевича (Янкелевича) Герцензона (17 декабря 1867 — ?), выпускника Императорского Новороссийского университета 1893 года) — Наум Наумович Герцензон (1896/1896—1985), врач и биолог, библиограф, кандидат медицинских наук.

## Служба в Вооружённых Силах
Воинские звания:
- 1941 — Военюрист[5].
- 1943 — Подполковник юстиции[6].
- 1948 — Полковник юстиции[7].

Прохождение службы в Советской Армии:
- 26 июля 1941 — сентябрь 1956 — Старший преподаватель кафедры уголовного права Военно-юридической Академии РККА[8].
- Сентябрь 1956 — 6 июля 1957 — Старший преподаватель кафедры уголовного права Военно-политической Академии им. В. И. Ленина[9].

Уволен из кадров СА в запас по ст. 59 п. «б»., прослужив в Вооружённых Силах 15 лет 10 месяцев.

## Награды
- Орден Красной Звезды
- Медаль «За боевые заслуги»
- Медаль «За оборону Москвы» (1.05.1944)
- Медаль «За победу над Германией в Великой Отечественной войне 1941—1945 гг.» (22.05.1945)
- Юбилейная медаль «30 лет Советской Армии и Флота» (22.02.1948)
- Медаль «В память 800-летия Москвы» (20.09.1947)
- Медаль «За боевые заслуги» (19.02.1951)
- Орден Красной Звезды (30.12.1956)